# Lorenzo Romano
Lorenzo Romano (* 8. Juni 1997) ist ein italienischer Skilangläufer.

## Werdegang
Romano, der für den C.S. Carabinieri startet, nahm von 2013 bis 2017 an U18 und U20-Rennen im Alpencup teil und erreichte dabei in der Saison 2016/17 den neunten Platz in der U20-Gesamtwertung. In der Saison 2017/18 startete er in Prémanon erstmals im Alpencup und errang bei den U23-Weltmeisterschaften 2018 in Goms den 25. Platz im Skiathlon. Im Februar 2019 nahm er in Cogne erstmals am Skilanglauf-Weltcup teil, wobei er den 49. Platz über 15 km klassisch errang. In der Saison 2019/20 erreichte er mit vier Top-Zehn-Platzierungen den zehnten Platz in der Gesamtwertung des Alpencups und belegte bei den U23-Weltmeisterschaften 2020 in Oberwiesenthal den 29. Platz über 15 km klassisch sowie den 17. Rang im 30-km-Massenstartrennen. In der Saison 2022/23 erreichte er in Prémanon sowie in Toblach jeweils mit dem zweiten Platz über 10 km Freistil seine ersten Podestplatzierungen im Alpencup und holte in Toblach mit dem 27. Platz über 10 km Freistil sowie in Oslo mit dem 14. Rang im 50-km-Massenstartrennen seine ersten Weltcuppunkte. Außerdem gewann er in den Jahren 2022 und 2023 beim Gsieser-Tal-Lauf. In der Saison 2024/25 holte er in St. Ulrich am Pillersee über 10 km klassisch seinen ersten Sieg im Alpencup.

## Siege bei Continental-Cup-Rennen
| Nr. | Datum             | Ort                     | Disziplin       | Serie    |
| --- | ----------------- | ----------------------- | --------------- | -------- |
| 1.  | 21. Dezember 2024 | St. Ulrich am Pillersee | 10 km klassisch | Alpencup |
| 2.  | 8. März 2025      | Planica                 | 10 km Freistil  | Alpencup |